# USA:s Grand Prix 1978
USA:s Grand Prix 1978 eller USA:s Grand Prix East 1978 var det femtonde av 16 lopp ingående i formel 1-VM 1978.  

## Resultat

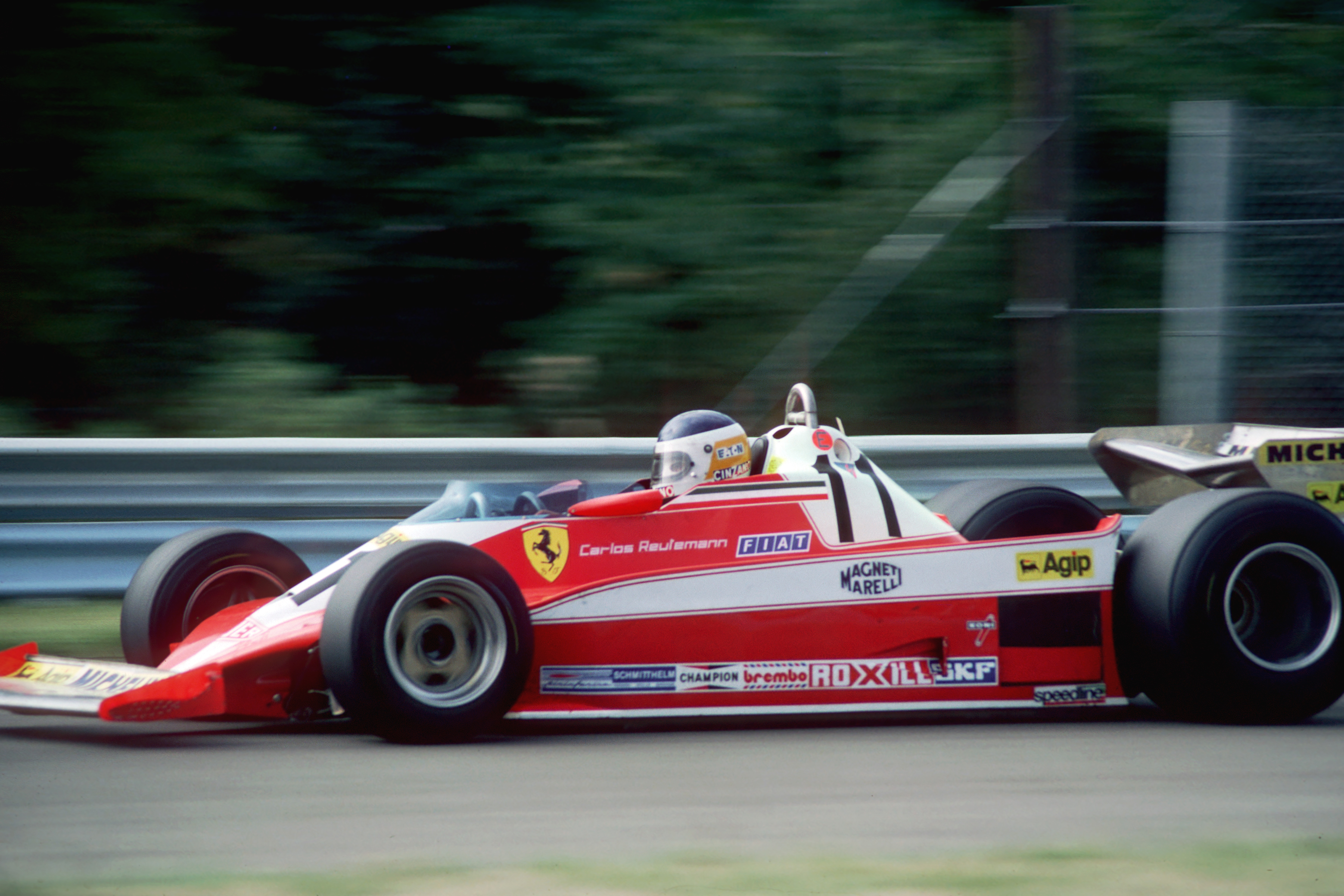
Carlos Reutemann på väg mot segern i USA:s Grand Prix East 1978.

1. Carlos Reutemann, Ferrari, 9 poäng
2. Alan Jones, Williams-Ford, 6
3. Jody Scheckter, Wolf-Ford, 4
4. Jean-Pierre Jabouille, Renault, 3
5. Emerson Fittipaldi, Fittipaldi-Ford, 2
6. Patrick Tambay, McLaren-Ford, 1
7. James Hunt, McLaren-Ford
8. Derek Daly, Ensign-Ford
9. René Arnoux, Surtees-Ford
10. Didier Pironi, Tyrrell-Ford
11. Jacques Laffite, Ligier-Matra
12. Bobby Rahal, Wolf-Ford
13. Brett Lunger, Ensign-Ford
14. Clay Regazzoni, Shadow-Ford
15. Jean-Pierre Jarier, Lotus-Ford (varv 55, bränslebrist)
16. Rolf Stommelen, Arrows-Ford

### Förare som bröt loppet
- Arturo Merzario, Merzario-Ford (varv 46, växellåda)
- Michael Bleekemolen, ATS-Ford (43, oljeläcka)
- Niki Lauda, Brabham-Alfa Romeo (28, motor)
- Mario Andretti, Lotus-Ford (27, motor)
- John Watson, Brabham-Alfa Romeo (25, motor)
- Patrick Depailler, Tyrrell-Ford (23, hjul)
- Gilles Villeneuve, Ferrari (22, motor)
- Keke Rosberg, ATS-Ford (21, transmission)
- Hans-Joachim Stuck, Shadow-Ford (1, bränslesystem)
- Hector Rebaque, Rebaque (Lotus-Ford) (0, koppling)

### Förare som ej kvalificerade sig
- Beppe Gabbiani, Surtees-Ford